# Anaxibia (hija de Atreo)
En la mitología griega Anaxibia (en griego Ἀναξίβια) era la orgullosa hermana de Agamenón y Menelao. Los autores no se ponen de acuerdo con su filiación. Unos dicen que Anaxibia era hija de Atreo y Aérope, otros que de Plístenes y Eeropea, de Plístenes y Erífile, y otros más de Plístenes y Cleola, hija de Diante.
Anaxibia se desposó con Estrofio, rey de Fócide, con quien engendró a Pílades y a Astidamía, de la que nada más se sabe. Es fama que Pílades fue el compañero de su primo Orestes, hijo de Agamenón y Clitemestra. Anaxibia y su esposo Estrofio se opusieron a las intrigas de Orestes, reprendiendo en el acto el comportamiento de Pílades. También es conocida como Astíoque o Cindrágora.